# Lobby Europeo de Mujeres
El Lobby Europeo de Mujeres (LEM, EWL en sus siglas en inglés European Women's Lobby) es una ONG que trabaja para promover los derechos de las mujeres y la igualdad entre mujeres y hombres que fue fundada en 1990. Es la organización de coordinación más grande de las asociaciones de mujeres de la Unión Europea (UE). En noviembre de 2009, la membresía del LEM se extendió a las organizaciones de los 27 Estados miembros de la UE y de los tres países candidatos, así como a los 21 organismos de ámbito europeo, lo que representa un total de más de 2.500 organizaciones.
Con una Secretaría con base en Bruselas (Bélgica), el LEM es una de las ONG más grandes a nivel europeo, y trabaja estrechamente con instituciones europeas y organizaciones de la sociedad civil. A nivel internacional, el LEM tiene estatus consultivo en el Consejo de Europa y en el Consejo Económico y Social de las Naciones Unidas, y participa regularmente en las actividades de la Comisión de la Condición Jurídica y Social de la Mujer de las Naciones Unidas (CSW).
La misión del LEM es trabajar por la promoción y el respeto de los derechos humanos de las mujeres, apoyando la diversidad entre las mujeres y la igualdad entre mujeres y hombres, y alertando de posibles retrocesos en derechos. El LEM trata de hacerse eco de las preocupaciones de sus organizaciones miembros en toda Europa a través de la integración activa y la labor de promoción, gestión de proyectos, seguimiento y sensibilización en diferentes ámbitos de actuación. Estos incluyen la posición económica y social de las mujeres, las mujeres en la toma de decisiones, la salud sexual y reproductiva y los derechos de inmigración, integración y asilo. El LEM, a través de su Centro Europeo de Política en Acción sobre la Violencia contra la Mujer (EPAC-VAW en sus siglas en inglés European Policy Action Centre on Violence Against Women), también trabaja para combatir todas las formas de violencia contra las mujeres. Este espacio también gestiona un observatorio europeo dedicado a este asunto. Por otra parte, el LEM apoya el uso de la perspectiva de género para la incorporación efectiva de los derechos de las mujeres en todas las políticas europeas.

## Historia
En noviembre de 1987 en Londres, 120 mujeres, miembros de 85 organizaciones que representan 50 millones de mujeres, se juntaron y adoptaron dos resoluciones. La primera, la "creación de una estructura de influencia, abierta a todas las organizaciones de mujeres interesadas, para ejercer presión sobre las instituciones europeas y nacionales para asegurar una mejor defensa y representación de los intereses de las mujeres". La segunda, las delegadas pidieron a la Comisión Europea que "prestara su apoyo a la organización de una reunión a principios de 1988 con miras a la implementación de una estructura de este tipo". Se consiguió el apoyo y el LEM y su secretaría en Bruselas fueron formalmente establecidas en 1990. El LEM fue fundado en 1990 por Bélgica, Dinamarca, Francia, Alemania, Grecia, Irlanda, Italia, Luxemburgo, Portugal, España, Los Países Bajos y las coordinadoras nacionales de Reino Unido y 17 grandes organizaciones europeas de mujeres.
En su momento, tan solo doce países formaban la Unión Europea, entonces conocida como las Comunidades Europeas (CE). A través de los años, según se fueron sumando nuevos Estados miembro a la CE, nuevas coordinadoras nacionales se convirtieron en miembros del LEM. A la vez que la UE se ampliaba con países de Europa central y oriental, el LEM fue estableciendo vínculos y cooperando con las organizaciones de mujeres en estos países.
El LEM tiene actualmente coordinadoras nacionales en Austria, Bélgica, Bulgaria, Croacia,Chipre, la República Checa, Dinamarca, Estonia, Finlandia, Francia, Alemania, Grecia, Hungría, Irlanda, Italia, Letonia, Lituania, Luxemburgo, Macedonia del Norte, Malta, Países Bajos, Polonia, Portugal, Rumanía, Eslovaquia, Eslovenia, España, Suecia, Turquía y el Reino Unido. También son miembros del LEM 21 organizaciones del resto de Europa. Todo esto representa aproximadamente 2.500 organizaciones que son miembros directos.
El LEM fue creado en respuesta a una creciente concienciación de la necesidad de defender los intereses de las mujeres en el nivel europeo desde diferentes ámbitos:
- La igualdad entre mujeres y hombres es una de las misiones de la Unión Europea, que dispone de las competencias necesarias para adoptar legislación en esta área que afecta a quienes vivimos en Europa.
- El alcance de las actividades de la Unión Europea se extiende y afecta a áreas con un impacto directo en las vidas diarias de las mujeres, particularmente con el establecimiento del mercado interior de la UE.
- Participar en los programas establecidos por la UE y familiarizarse con la legislación europea que les afecta se convirtió en algo urgente para las mujeres y sus organizaciones.
- La creación de una organización este tipo y su designación como grupo de presión también se corresponde con el carácter particular del proceso de toma de decisiones a nivel europeo, lo que habilita un espacio para la creación de muchas organizaciones, fundadas para representar todos los tipos de grupos de interés y categorías de la población (incluyendo varios sectores económicos así como sindicatos, y agrupaciones profesionales y sociales).
- Estas organizaciones daban respuesta a una necesidad real por parte de las instituciones europeas. Contrariamente a la idea generalizada, el número de funcionarios europeos es bajo, con sólo alrededor de 24.000 personas que integran el conjunto de la Comisión Europea, por ejemplo. Por lo tanto, las instituciones suelen solicitar expertos para desarrollar su trabajo, debido a la diversidad de personas y leyes de los Estados miembros.
- Así como las personas que realizan la toma de decisiones dentro de las instituciones europeas no son elegidas directamente por los ciudadanos, con la excepción del Parlamento Europeo, la creación de una organización como el LEM también se corresponde con la necesidad de llenar el vacío democrático entre las instituciones de la UE y los ciudadanos.

## Acciones en España
En enero de 2014, el LEM apoyó una de las manifestaciones que se convocaron en Bruselas en oposición a la reforma de la Ley del Aborto de España impulsada por el ministro del Partido Popular Alberto Ruiz-Gallardón y que suponía un retroceso en derechos reproductivos para las mujeres.

## Objetivos
El Lobby Europeo de Mujeres, a través de las organizaciones que lo integran, persigue los siguientes objetivos:
- Apoyar la implicación activa de mujeres en trabajos para conseguir la igualdad entre mujeres y hombres que asegura la representación de mujeres de diferentes partes de la región europea.
- Apoyar a los miembros nacionales a través de información, recursos de presión y capacitando para participar activamente en la elaboración de políticas de la UE y en la aplicación de la legislación a nivel nacional.
- Mediante análisis, evaluación y seguimiento, proporcionar información regular sobre todas las áreas de desarrollo e implementación de las políticas de la UE que tienen un impacto en la vida de las mujeres y en la promoción de la igualdad entre mujeres y hombres, haciendo especial hincapié en la hoja de ruta para igualdad entre mujeres y hombres de la Comisión Europea y en la Plataforma de Beijing de las Naciones Unidas para alcanzar el tratado de la Convención sobre la eliminación de todas las formas de discriminación contra la mujer.[4][5]
- Para supervisar y aumentar la conciencia sobre el desarrollo y la aplicación de la transversalidad con el fin de garantizar la plena integración de los derechos de las mujeres, así como sus intereses y perspectiva en todos los ámbitos de la política de la UE.
- Para tener en cuenta las necesidades y perspectivas de los diferentes grupos de mujeres, y las diversas experiencias de las mujeres en todas las etapas de su ciclo de vida. Estas acciones se llevan a cabo tanto en su formulación de políticas y de organización interna, como en el desarrollo de alianzas y relaciones de trabajo conjunto con las organizaciones que representan a las muchas mujeres que sufren discriminación en la Unión Europea y en el mundo.
- Para aumentar el número de mujeres en puestos con capacidad de decisión en la industria de medios de comunicación. Actualmente, sólo un tercio de los puestos en el sector público están ocupados por mujeres y sólo una cuarta parte en el sector privado. Empoderar a las mujeres para asumir esas funciones conduciría a una representación más equitativa en los medios de comunicación en Europa porque en la actualidad son los hombres los que están dictando lo que los medios publican.

## Ámbitos políticos
- Mujeres con capaciadad de decisión
- Ocupación y políticas sociales
- Políticas de igualdad de género y legislaciones europeas
- La diversidad de las mujeres y anti-discriminación
- Migración y asilo
- Derechos fundamentales dentro de la Unión Europea
- Revisión de los tratados europeos
- Acción internacional de las Naciones Unidas en Derechos Humanos
- Violencia contra las mujeres
- Mujeres y medios de comunicación

### Instituciones europeas
- European Commission and Gender equality.
- European Parliament Women's Rights and Gender Equality Committee.

- Datos: Q3257610